# Viva Comet Awards
Viva Comet – nagroda przyznawana przez stację muzyczną Viva dla najlepszych wykonawców muzycznych w wybranych kategoriach. Po raz pierwszy pojawiła się w 1995 roku w Niemczech. Swoje narodowe nagrody Comet od 2001 roku przyznaje także Viva na Węgrzech, a od 2007 – w Polsce.
W 2012 po raz ostatni przyznano nagrody w Polsce.

## Historia
Do 2005 roku nagrody niemieckiej edycji miały charakter międzynarodowy – nagradzano nie tylko niemieckich wykonawców, ale także światowe gwiazdy. Po przejęciu Vivy przez MTV Networks Europe niemiecka wersja Viva Comet nagradza tylko lokalnych artystów. Kazik Staszewski jest pierwszym polskim wykonawcą, który otrzymał Viva Comet – miało to miejsce w 2001 roku w Niemczech, kiedy to podczas gali swoje statuetki przyznały także lokalne oddziały Vivy w Polsce, Austrii, na Węgrzech i we Włoszech.
Pierwsza polska uroczystość rozdania nagród Viva Comet odbyła się 4 października 2007 roku w Hali Orbita we Wrocławiu. Nagrody są przyznawane tylko polskim wykonawcom. Ponadto na gali występuje zawsze międzynarodowa gwiazda – gość specjalny.
W 2007 roku wystąpili m.in. Natalia Kukulska, Doda, Kasia Cerekwicka, US5, Kalwi & Remi, The Jet Set oraz Gosia Andrzejewicz.
Druga gala miała miejsce 2 października w Instytucie Energetyki w Warszawie. Rozdanie nagród prowadzili Dariusz Rusin, Justyna Kozłowska i Katarzyna Kepka, a wystąpili Tatu, Doda, Feel, Grupa Operacyjna, Tomasz Lubert, Łzy, Patrycja Markowska, Sokół i Pono, Stachursky i Video.
W lutym 2010 roku odbyła się trzecia gala gdzie wystąpili: Afromental, Ania Wyszkoni, Doda, Sasha Strunin, Ewa Farna, Gosia Andrzejewicz, Kalwi & Remi, Mezo, Sokół i Pono, Monopol, a także Mrozu. Gale prowadzili Katarzyna Kępka, Dariusz Rusin i Justyna Kozłowska.
Kolejna edycja imprezy odbyła się 24 lutego 2011 roku w warszawskim Centrum Expo XXI. Na gali, prowadzonej przez Katarzynę Kępkę i Tedego, wystąpili: Afromental, Doda, Ewa Farna, Inna, Prosto Mixtape, Pewex, Stachursky, Robert M, Mrozu, Monopol, Volver, Tede.

## Nagrody
| Nagroda                 | 2007                              | 2008                                                             | 2010                                 | 2011                              | 2012                              |
| ----------------------- | --------------------------------- | ---------------------------------------------------------------- | ------------------------------------ | --------------------------------- | --------------------------------- |
| Artysta roku            | Mezo                              | Stachursky                                                       | Liber                                | Robert M                          | Wojciech Łuszczykiewicz           |
| Artystka roku           | Doda                              | Doda                                                             | Ewa Farna                            | Doda                              | Ewa Farna                         |
| Charts Award            | Gosia Andrzejewicz – „Pozwól żyć” | Doda – „Nie daj się”                                             | Ewa Farna – „Cicho”                  | Ewa Farna – „Ewakuacja”           | Sylwia Grzeszczak – „Małe rzeczy” |
| Debiut roku             | Grupa Operacyjna                  | Natalia Lesz                                                     | Mrozu                                | Robert M                          | Honorata Skarbek                  |
| Dzwonek roku            | Kalwi & Remi – „Explosion”        | Ewelina Flinta i Łukasz Zagrobelny – „Nie kłam, że kochasz mnie” | Ania Wyszkoni – „Czy ten pan i pani” | Robert M – „Dance Hall Track”     | Ewa Farna – „Bez łez”             |
| Image roku              | Doda                              | Doda                                                             | Agnieszka Chylińska                  | Ewa Farna                         | Edyta Górniak                     |
| Kicha roku              | Mundurki                          | kategorii nie było                                               | kategorii nie było                   | kategorii nie było                | kategorii nie było                |
| Muzodajnia              | kategorii nie było                | Feel                                                             | kategorii nie było                   | kategorii nie było                | kategorii nie było                |
| Nagroda specjalna       | US5                               | Tatu                                                             | kategorii nie było                   | Inna                              | kategorii nie było                |
| Teledysk roku           | Doda – „Katharsis”                | Doda – „Nie daj się”                                             | Doda – „Rany”                        | Ewa Farna – „Ewakuacja”           | Doda – „XXX”                      |
| Zespół roku             | The Jet Set                       | Feel                                                             | Afromental                           | Afromental                        | Video                             |
| Artysta 10-lecia        | kategorii nie było                | kategorii nie było                                               | Doda                                 | kategorii nie było                | kategorii nie było                |
| Przebój 10-lecia        | kategorii nie było                | kategorii nie było                                               | Virgin – „Szansa”                    | kategorii nie było                | kategorii nie było                |
| Płyta roku              | kategorii nie było                | kategorii nie było                                               | kategorii nie było                   | Ewa Farna – Ewakuacja             | Video – Nie obchodzi nas rock     |
| Najlepsze na Viva-tv.pl | kategorii nie było                | kategorii nie było                                               | kategorii nie było                   | Viva i przyjaciele – „Muzyki moc” | Ewa Farna – „Bez łez”             |

## Ranking
| Liczba zdobytych Comet | Wykonawca |
| ---------------------- | --- |
| 12                     | Doda (11 + 1 statuetka z zespołem Virgin) |
| 9                      | Ewa Farna |
| 3                      | Robert M, Video i Wojciech Łuszczykiewicz |
| 2                      | Feel, Afromental |
| 1                      | Gosia Andrzejewicz, Edyta Górniak, Honey, Sylwia Grzeszczak, Grupa Operacyjna, Kalwi & Remi, Mezo, The Jet Set, Natalia Lesz, Stachursky, Ewelina Flinta i Łukasz Zagrobelny, Mrozu, Anna Wyszkoni, Agnieszka Chylińska, Liber, Viva i przyjaciele |